# Torre d'Enveja
Torre d'Enveja o de Sant Joan és un monument del municipi de Vilanova i la Geltrú (Garraf) declarat bé cultural d'interès nacional.

## Descripció
Gran torre rodona amb murs medievals. La torre de Sant Joan està situada dins del recinte definit pel Parc Quadra d'Enveja. És de planta circular i alçat troncocònic. La seva alçada és de 12 metres i té un soterrani de 4 metres. Exteriorment, presenta una porta d'accés i una finestra tapiada, ambdues allindanades, i una altra finestra d'arc de mig punt. L'interior està dividit en tres espais sobreposats.
La construcció és de pedra feta amb carreus petits i irregulars. Les obertures són emmarcades amb pedra i es poden veure algunes espitlleres tapiades. En alguns llocs sembla que les pedres formin un «opus spicatum». Per pujar al cim de la torre es construí una escala de cargol, potser en un moment tardà perquè sembla que aquesta rorre fou utilitzada fins a l'época contemporànea. El gruix dels murs va de 90 cm (a baix) a només 50 cm a la part més alta.
La datació d'aquest edifici planteja alguns problemes. El tipus d'aparell constructiu o la rusticitat de la porta superior fan pensar que fou feta durant la primera meitat del segle xi. Altres aspectes, com ara l'esveltesa o el gruix de la paret són pròpies d'una torre de guaita del segle xiii.
Al voltant de la torre hi ha les parets d'un basament de la torre que fa uns 2 m d'alt i, a la part nord, tres costats d'una construcció que fa a l'interior, 390 cm de llarg i 360 cm d'ample. Els murs tenen un gruix de 90 cm.

## Història
El topònim Enveja és esmentat des del segle xii, primer com a antropònim, com per exemple Carbonell d'Invidia l'any 1156 i Dalmau d'Invidia el 1160. La fortalesa documentada el 1278. Formava part d'un conjunt fortificat medieval i pertanyia a l'antic castell de Cubelles. Es va construir damunt uns fonaments més antics. Al segle xiv la quadra d'Enveja, amb la torre era de la família Castellbisbal. Al segle xv se l'anomena castell, s'esmenta la capella de Sant Joan, coneguda des del segle xiii i era propietat dels Avinyó.
Entorn de l'any 1837 va ser reconstruïda, i es va utilitzar com a torre de guaita durant la primera Guerra Carlina. Posteriorment, va ser restaurada diverses vegades vegades. A mitjan segle xix, era propietat del marquès de la Motilla. El 1882 fou adquirida pel senyor Josep Ferrer-Vidal.
És l'exemplar més antic de fortificació que es conserva a Vilanova i la Geltrú.
La tradició popular sempre l'ha considerat com la "Torre dels moros"